# Łabędź
Łabędź (Cygnus, Lambacz, Łabuć, Łambęć, Skrzynno, Skrzyński, Dunin) was een Poolse heraldische clan (ród herbowy) van middeleeuws Polen en later het Pools-Litouwse Gemenebest. Łabędź betekent zwaan. De oudste vermelding van Łabędź is te vinden in een document met zegel van de ridder Miecław z Konecka uit 1326. De Unie van Horodło bracht de clan naar Litouwen.
De historicus Tadeusz Gajl heeft 577 Poolse Łabędź clan-families geïdentificeerd.

## Telgen
De clan bracht de volgende bekende telgen voort:
- Huis Dunin
  - Piotr "Dunin" Włostowic, Możnowładca en later Woiwode
  - Groothertog Marcin Dunin, aartsbisschop
  - Groothertog Rodryg Dunin, industrialist
  - Hertog Antoni Dunin, legerofficier en ontvanger van de Virtuti Militari
- Andrzej Trzebicki, bisschop
- Mszczuj van Skrzynno, ridder
- Lucjan Żeligowski, generaal
- August Zaleski, president van Polen

## Variaties op het wapen van Łabędź

Wapen van de hertogen Dunin-Borkowski
Wapen van Byliński
Wapen van Chróścieski
Wapen van Gromadzki
Wapen van Szpot

## Galerij

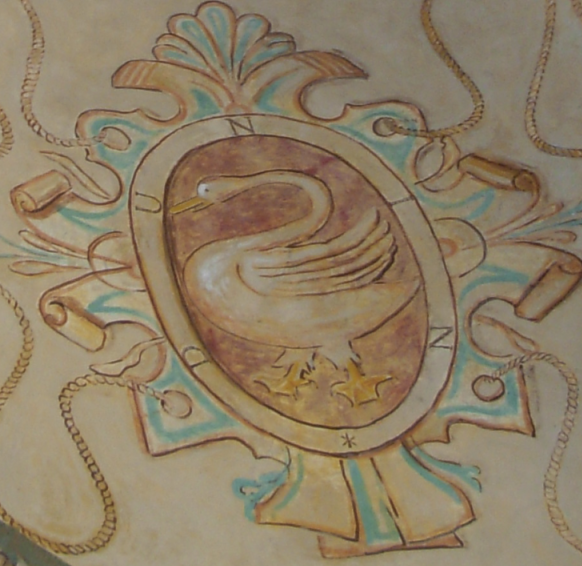
Wapen van Łabędź in het kasteel van Baranów Sandomierski
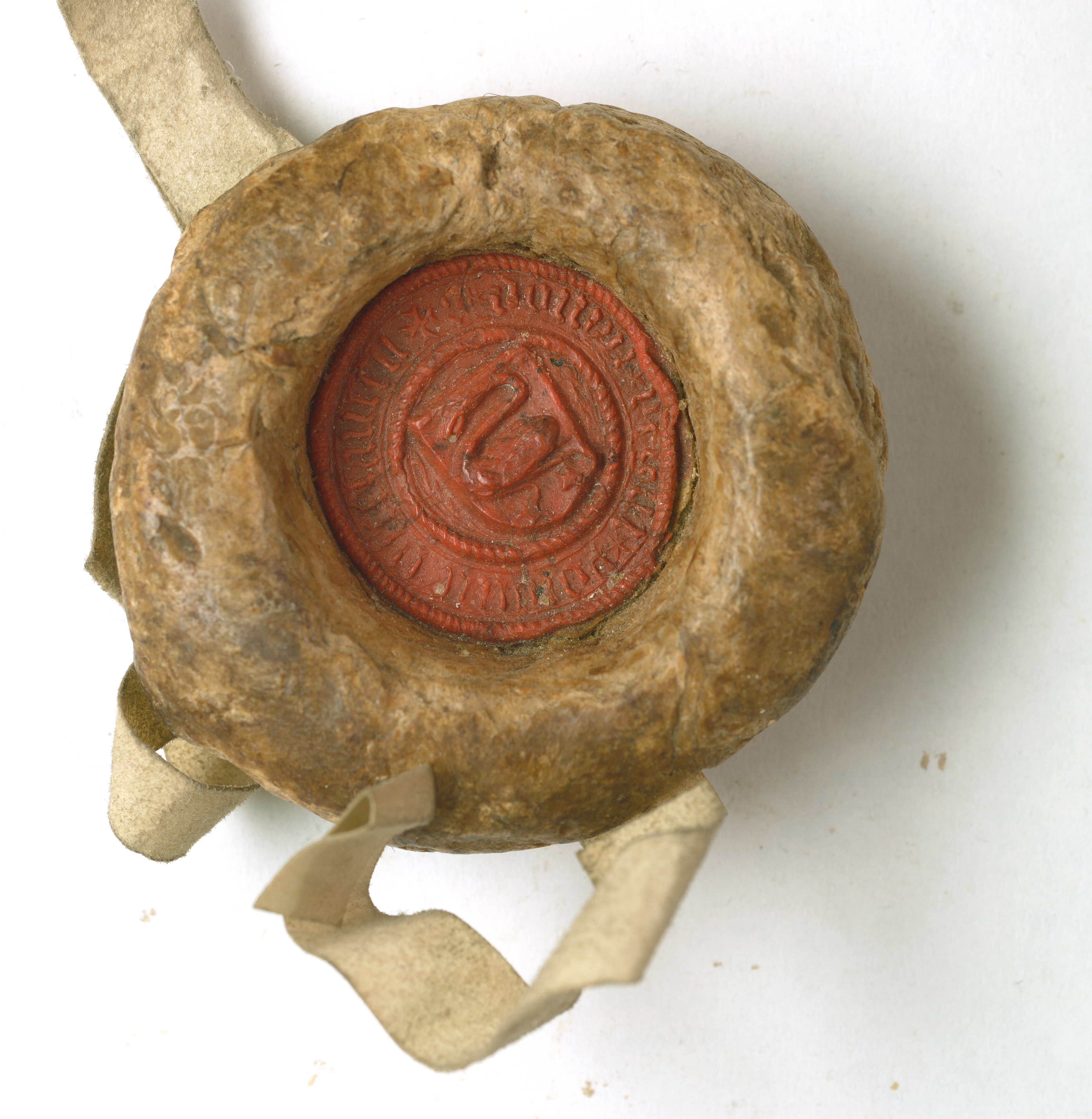
Zegel van Dunin van Skrzyńska, vicekanselier van Polen
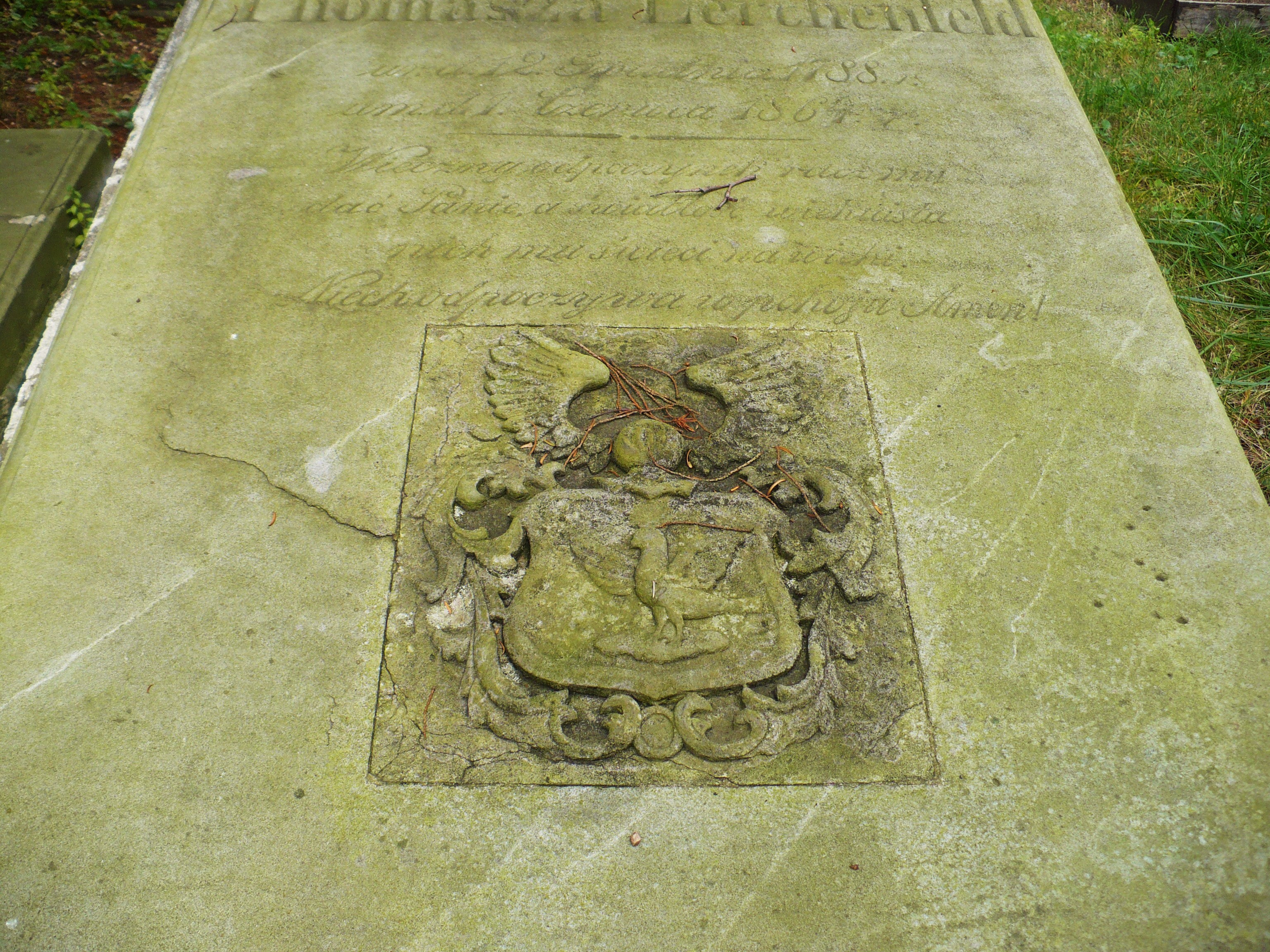
Wapen van Łabędź op een grafsteen in Bydgoszcz